# Mansfield (Geòrgia)
Mansfield és una població dels Estats Units a l'estat de Geòrgia. Segons el cens del 2000 tenia 392 habitants.

## Demografia
Segons el cens del 2000, Mansfield tenia 392 habitants, 132 habitatges, i 105 famílies. La densitat de població era de 141,5 habitants/km².
Dels 132 habitatges en un 33,3% hi vivien nens de menys de 18 anys, en un 67,4% hi vivien parelles casades, en un 9,8% dones solteres, i en un 19,7% no eren unitats familiars. En el 16,7% dels habitatges hi vivien persones soles el 9,1% de les quals corresponia a persones de 65 anys o més que vivien soles. El nombre mitjà de persones vivint en cada habitatge era de 2,49 i el nombre mitjà de persones que vivien en cada família era de 2,75.
Per edats la població es repartia de la següent manera: un 19,1% tenia menys de 18 anys, un 6,4% entre 18 i 24, un 26,5% entre 25 i 44, un 21,2% de 45 a 60 i un 26,8% 65 anys o més.
L'edat mediana era de 43 anys. Per cada 100 dones de 18 o més anys hi havia 81,1 homes.
La renda mediana per habitatge era de 34.167 $ i la renda mediana per família de 37.813 $. Els homes tenien una renda mediana de 31.250 $ mentre que les dones 23.542 $. La renda per capita de la població era de 15.402 $. Entorn de l'11,7% de les famílies i el 10,2% de la població estaven per davall del llindar de pobresa.

## Poblacions més properes
El següent diagrama mostra les poblacions més properes.